# Liste von Persönlichkeiten des St. Galler Rheintals
Die Liste von Persönlichkeiten des St. Galler Rheintals beinhaltet Persönlichkeiten, die sich in der Region St. Galler Rheintal oder darüber hinaus durch besondere Leistungen hervorgetan haben. Die die Liste erhebt keinen Anspruch auf Vollständigkeit.
| Bild                            | Persönlichkeit                                   | Beschreibung                                                       | Bezugsort      | Anmerkung |
| ------------------------------- | ------------------------------------------------ | ------------------------------------------------------------------ | -------------- | --- |
| Gallus Alt                      | Gallus Alt (* 1610; † 1687)                      | Geistlicher                                                        | Oberriet       | war als Gallus II. von 1654 bis 1687 Fürstabt von St. Gallen. |
| Bild gesucht                    | Johann Ludwig Ambühl (* 1750; † 1800)            | Geschichtsschreiber, Pädagoge und Schriftsteller                   | Altstätten     | Er gilt als Entdecker Ulrich Bräkers |
| Bild gesucht                    | Gebhard Ammann (* 1901; † 1969)                  | Geistlicher, Literat                                               | Widnau         | Ehrenbürger von Widnau und Förderer von Albert Wider (Künstler) |
| Thomas Ammann (Politiker, 1964) | Thomas Ammann (Politiker, 1964) (* 1964; † 2022) | Politiker (CVP)                                                    | Rüthi          | Ab 1997 Gemeindepräsident von Rüthi. Ab 2000 im St. Galler Kantonsrat. Von 2015 bis 2019 im Nationalrat. |
| Bild gesucht                    | Markus Baldegger (* 1947)                        | Künstler                                                           | Altstätten     | Maler und Germanist |
| Bild gesucht                    | Familie Bärlocher                                |                                                                    | Rheineck SG    | Familie |
| Bild gesucht                    | Johannes Bänziger (* 1804; † 1840)               | Industrieller                                                      | Thal SG        | Zählte zu den bedeutendsten Textil-Fabrikanten der Ostschweizer Textilindustrie |
| Gallus Jakob Baumgartner        | Gallus Jakob Baumgartner (* 1797; † 1869)        | Politiker                                                          | Altstätten     | Einer der führenden liberaler und später konservativen Schweizer Politiker in der Zeit der Regeneration und Entstehung des modernen Bundesstaates |
| Bild gesucht                    | Jakob Baumgartner (* 1926; † 1996)               | Theologe, Missions- und Liturgiewissenschaftler                    | Montlingen     | Studierte in Rom, Trier und Paris. 1969–92 Dozent für Liturgie an der Universität Fribourg (1982–84 Dekan der Theologischen Fakultät). |
| Bild gesucht                    | Severin Benz (* 1834; † 1898)                    | Maler                                                              | Marbach SG     | Er schuf rund 30 Altar- und Andachtsbilder, u. a. 1886 in der Pfarrkirche St. Fiden (St. Gallen), "Anbetung der Könige". |
| Bild gesucht                    | Karl Berger (Elektrotechniker) (* 1898; † 1993)  | Elektrotechniker und Blitzforscher                                 | Balgach        | |
| Bild gesucht                    | Jakob Biroll (* 1854; † 1939)                    | Lehrer, Pädagoge und Politiker                                     | Altstätten     | 1887 Prof. für Mathematik (Kantonsschule Luzern), 1911–35 Bezirksgerichtspräs. Oberrheintal. 1894–1936 kämpferischer kath.-konservativer St. Galler Grossrat (1909–10 Präs.). 1922–31 Nationalrat.1903–36 Im sankt-gall. Erziehungsrat. |
| Bild gesucht                    | Johann Friedrich Laurenz Block (* 1828; † 1887)  | Industrieller                                                      | Au SG          | gründete 1864 in Au (SG) die Zichorien- und Senffabrik Hollandia, 1874 die Erste Textilfabrick im St.Galler Rheintal. |
| Bild gesucht                    | Jakob Boesch (* 1887; † 1973)                    |                                                                    | Berneck SG     | [ 11 ] |
| Bild gesucht                    | Leo Broder (* 1903; † 1983)                      | Kunsthistoriker, Lehrer                                            | Widnau         | [ 12 ] |
| Bild gesucht                    | Julius Brunke (* 1844; † 1927)                   |                                                                    | Diepoldsau     | [ 13 ] |
| Markus Büchel (Bischof)         | Markus Büchel (Bischof) (* 1949)                 | Geistlicher                                                        | Rüthi          | ist ein Schweizer Geistlicher, römisch-katholischer Bischof von St. Gallen und Apostolischer Administrator der beiden Appenzell. Er ist der 11. Bischof des Bistums St. Gallen seit dessen Gründung nach der Abspaltung vom Doppelbistum Chur-St. Gallen im Jahre 1847. |
| Ernst Buschor (Ökonom)          | Ernst Buschor (Ökonom) (* 1943; † 2023)          | Wirtschaftswissenschaftler und Politiker (CVP)                     | Altstätten     | |
| Bild gesucht                    | Hans Buschor (* 1933; † 2017)                    | Geistlicher                                                        | Altstätten     | katholischer Priester, Regisseur und bis 2011 Geschäftsführer des Fernsehsenders K-TV; geriet in Kritik, weil er in einer Kindersendung auf K-TV positiv über die Prügelstrafe gesprochen hatte |
| Maria Bernarda Bütler           | Maria Bernarda Bütler (* 1848; † 1924)           | Missionarin und Ordensgründerin (katholisch)                       | Altstätten     | Bürgerlicher Name: Verena Bütler, 1995 Seligsprechung durch Papst Johannes Paul II., 2008 Heiligsprechung durch Papst Benedikt XVI. |
| Bild gesucht                    | Myriam Casanova (* 1985)                         | Sportlerin                                                         | Altstätten     | ist eine ehemalige Schweizer Tennisspielerin. Sie gehörte von 2001 bis 2005 dem Schweizer Fed-Cup-Team an |
| Bild gesucht                    | Jakob Laurenz Custer (* 1755; † 1828)            | Kaufmann, Politiker und Wohltäter                                  | Altstätten     | 1798 Landesstatthalter der freien Republik Rheintal, 1802 helvet. Staatssekretär für Finanzen, 1802–03 Gesandter des Kt. Säntis an der Pariser Consulta, 1803–17 St. Galler Grossrat. Errichter zahlreicher Stiftungen. Weiter Orte: ab 1815 Rheineck |
| Bild gesucht                    | Hugo Dietsche (* 1963)                           | Sportler                                                           | Kriessern      | Olympia-Bronzemedaillen-Gewinner, Jugendweltmeister und mehrfacher Schweizermeister im Ringen |
| Johannes Dierauer               | Johannes Dierauer (* 1842; † 1920)               | Historiker                                                         | Berneck SG     | Autor von: Geschichte der Schweizerischen Eidgenossenschaft (fünf Bände; 1887 bis 1917), ausserdem Mitarbeiter der Allgemeinen Deutschen Biographie, für die er 18 Artikel verfasste. |
| Bild gesucht                    | Anna Josephine Dufour–Onofrio (* 1817; † 1901)   | Unternehmerin, Humanistin                                          | Thal SG        | Bekannt als "Madame Dufour", bedeutende Persönlichkeit der frühen Ostschweizer Textilindustrie |
| Bild gesucht                    | Pierre Antoine Dufour–Onofrio (* 1799; † 1842)   | Unternehmer                                                        | Thal SG        | bedeutende Persönlichkeit der frühen Ostschweizer Textilindustrie |
| Bild gesucht                    | Joseph Eichmüller (* 1785; † 1834)               | Politiker                                                          | Altstätten     | „Der Demokrat bis in den Tod“ |
| Bild gesucht                    | Marta Emmenegger (* 1923; † 2001)                | Journalistin                                                       | Altstätten     | war eine Schweizer Journalistin und Sexberaterin |
| Bild gesucht                    | Fidel Eugster (* 1857; † 1930)                   | Unternehmer                                                        | Altstätten     | Textilfabrikant zur Blütezeit der Ostschweizer Textilindustrie |
| Meinrad Eugster                 | Meinrad Eugster (* 1848; † 1925)                 | Geistlicher                                                        | Altstätten     | Voller Name: Meinrad Josef Gebhard Eugster, Benediktiner, Diener Gottes |
| Bild gesucht                    | Josef Anton Sebastian Federer (* 1794; † 1868)   | Geistlicher, Lehrer und Politiker                                  | Berneck SG     | 1834–45 St.Galler Kantonsrat, 1833–44 Rektor der kath. Kantonsschule St. Gallen |
| Bild gesucht                    | Jakob Feurer (* 1912; † 1999)                    | Geistlicher                                                        | Altstätten     | war katholischer Priester und Gründer des Schweizer Bauordens |
| Bild gesucht                    | Anna Fischer–Stähli (* 1903; † 1992)             |                                                                    | St. Margrethen | [ 23 ] |
| Bild gesucht                    | Benedikt Frei (* 1904; † 1975)                   | Prähistoriker                                                      | Diepoldsau     | Sein besonderes Interesse galt der Urgeschichte und speziell der Laugen-Melaun-Kultur |
| Bild gesucht                    | Johann Valentin Furtmüller (* 1497/98; † 1566)   | Geistlicher                                                        | Altstätten     | Tischler und reformierter Theologe |
| Bild gesucht                    | Ferdinand Gehr (* 1896; † 1996)                  | Künstler, Maler                                                    | Altstätten     | 1970 Dr. h. c. der Univ. Freiburg. Gilt als wichtigster sakraler Maler der Schweiz im 20. Jahrhundert |
| Bild gesucht                    | Ulrich Geisser (* 1824; † 1894)                  | Unternehmer, Bankier und Wohltäter                                 | Altstätten     | 1859 Gründung einer eigenen Bank in Turin. Mitbegründer und Verwaltungsrat der ital. Banca Nazionale, Gründer und Vorsitzender grosser Industrieunternehmen. 1864–94 Generalkonsul der Schweiz. Wohltäter in Turin und Altstätten, von der ital. Regierung mit mehreren Orden ausgezeichnet. |
| Bild gesucht                    | Albert Geser (* 1868; † 1935)                    | Unternehmer, Politiker und Jurist                                  | Rebstein       | Ab 1926 Leiter des Stickereiunternehmens Jacob Rohner AG in Rebstein. 1933–35 Nationalrat. Gründer und bis 1920 Präs. des Rheintaler Industrievereins. Mitbegründer der rheintal. Krisenkasse der Stickereiindustrie. |
| Bild gesucht                    | Josy Geser–Rohner (* 1881; † 1961)               | Unternehmerin und Wohltäterin                                      | Rebstein       | Tochter von Jacob Rohner. Ehefrau von Alber Geser. 1913 Gründerin und bis 1921 Präs. des Kath. Frauenbunds St. Gallen-Appenzell. 1935–61 Verwaltungsratspräsidentin der Firma Jacob Rohner AG, verhalf ab 1952 den sog. Rohner-Socken zum Durchbruch als Marken- und Qualitätsbegriff. |
| Bild gesucht                    | Marcel Gisler (* 1960)                           | Filmemacher, Regisseur und Drehbuchautor                           | Altstätten     | ist u. a. Dozent an der Deutschen Film- und Fernsehakademie Berlin und Mitglied der Europäischen Filmakademie. Hat einige Preise, darunter der Schweizer Filmpreis und den Silbernen Leoparden, gewonnen. |
| Bild gesucht                    | Johann Göldi (* 1895; † 1982)                    |                                                                    | Rüthi          | [ 30 ] |
| Bild gesucht                    | Eduard Graf (Unternehmer) (* 1845; † 1918)       | Unternehmer                                                        | Rebstein       | Gründer der Sonnenbräu |
| Paul Grüninger                  | Paul Grüninger (* 1891; † 1972)                  | Lehrer, Fussballspieler und ab 1919 Polizeihauptmann in St. Gallen | Au SG          | Voller Name: Paul Ernst Grüninger, Als leitender Grenzbeamter mehrere hundert jüdische und andere Flüchtlinge vor der nationalsozialistischen Verfolgung und Vernichtung |
| Bild gesucht                    | Carl Heinrich Gschwend (* 1736; † 1809)          | Jurist und Politiker                                               | Altstätten     | 1765–94 im Turnus Stadt- und Gerichtsammann in Altstätten und 1794–95 Obervogt auf Blatten. 1795–98 letzter Hofkanzler der Fürstabtei St. Gallen. 1798 einziger Landammann der kurzlebigen Republik Rheintal. Während der Helvetik stand er zunächst dem Kantonsgericht als Präs. vor, gehörte 1800 dem helvet. Vollziehungsausschuss als Justiz- und Polizeiminister an und war 1801–03 Regierungsstatthalter des Kt. Säntis. Nach der Gründung des Kt. St. Gallen leitete er 1803–08 als Regierungsrat die Kommission des Innern. |
| Bild gesucht                    | Familie Haltiner                                 |                                                                    | Altstätten     | Familie: Johann Jakob Haltiner, Johann Ulrich Haltiner (Hans) |
| Bild gesucht                    | Ferdinand Hasler (* 1922; † 1996)                |                                                                    | Altstätten     | [ 35 ] |
| Bild gesucht                    | Joseph Hasler (* 1900; † 1985)                   | Geistlicher und Theologe                                           | Altstätten     | 1957 Dr. theol. h. c. der Univ. Freiburg. 1957–76 Bischof von St. Gallen. Mitbegründer des Fastenopfers der Schweizer Katholiken. Nahm 1962–65 am 2. Vatikan. Konzil teil. Führte, in Zusammenarbeit mit Ivo Fürer, 1972–76 die Synode 72 in St. Gallen durch. |
| Bild gesucht                    | Barbara Heeb (* 1969)                            | Sportlerin                                                         | Altstätten     | ist eine Schweizer Radrennfahrerin |
| Bild gesucht                    | Giovanni Heer (* 1680; † 1756)                   | Unternehmer                                                        | Rheineck SG    | Textilkaufmann |
| Bild gesucht                    | Heinrich Herzig (* 1887; † 1964)                 | Künstler                                                           | Rheineck SG    | Schweizer Maler |
| Bild gesucht                    | Ivo Heuberger (* 1976)                           | Sportler                                                           | Altstätten     | ist ein ehemaliger Schweizer Tennisspieler |
| Bild gesucht                    | Sabeth Holland (* 1959)                          | Künstlerin                                                         | Altstätten     | ist eine Schweizer Malerin und Bildhauerin |
| Bild gesucht                    | Hans Huber (Unternehmer, 1927) (* 1927; † 2018)  | Unternehmer                                                        | Altstätten     | Mitgründer der SFS Gruppe |
| Bild gesucht                    | Diepold Hutter (* 1475/80; † 1546)               | Geistlicher                                                        | Oberriet       | Katholischer Priester, Verfechter des Alten Glaubens |
| Bild gesucht                    | Gardi Hutter (* 1953)                            | Künstlerin                                                         | Altstätten     | Schauspielerin und Autorin und vor allem Clown-Komödiantin mit eigenen Kleinkunst-Programmen, zumeist abseits von Zirkus-Manegen, gilt mittlerweile international als das weibliche Vorbild für das Clowntheater |
| Bild gesucht                    | Josef Jansen (Unternehmer) (* 1894; † 1984)      | Industrieller                                                      | Oberriet       | Gründer der Jansen AG in Oberriet |
| Bild gesucht                    | Adam Dario Keel (* 1924; † 2018)                 | Künstler                                                           | Rebstein       | Schweizer Maler, Bildhauer und Papierschneider, Kulturpreisträger der Arbeitsgemeinschaft Rheintal-Werdenberg 1993 und 2005 |
| Bild gesucht                    | Carl Eugen Keel (* 1885; † 1961)                 | Künstler                                                           | Rebstein       | Schweizer Maler und Holzschneider |
| Bild gesucht                    | Ria Martha Keel-Traber (* 1936)                  | Künstlerin                                                         | Rebstein       | Textilkünstlerin, Kulturpreisträgerin der Arbeitsgemeinschaft Rheintal-Werdenberg 2005 |
| Bild gesucht                    | Valentin Keel (* 1874; † 1945)                   | Politiker                                                          | Rebstein       | 1916–30 Redaktor der sozialdemokratischen "Volksstimme". 1909–24 für die SP im St. Galler Kantonsrat, 1919–30 Nationalrat, 1930–42 Regierungsrat (Polizeidep.). Als Regierungsrat duldete er, als Vorgesetzter von Paul Grüninger trotz Grenzsperre die Einreise verfolgter Juden und Sozialisten ins St. Galler Rheintal. |
| Bild gesucht                    | Johannes Kessler (* 1502/03; † 1574)             | Geistlicher                                                        | St. Margrethen | Voller Name: Johannes Kessler, reformierter Theologe, Reformator und Chronist |
| Bild gesucht                    | Bruno Kirchgraber (* 1900; † 1983)               | Künstler                                                           | Altstätten     | Schweizer Maler |
| Bild gesucht                    | Victor Kobler (* 1859; † 1937)                   | Erfinder                                                           | Gams SG        | Erfinder der Fädelmaschine, Oberriet |
| Bild gesucht                    | Felix Wilhelm Kubly (* 1802; † 1872)             | Architekt                                                          | Altstätten     | Zu seinen Hauptwerken gehören u. a. das Kantonale Zeughaus St. Gallen (1836–41), die ref. Kirche Heiden (1837–40), die ehemals parität. Kirche Wattwil (1839–48), die Kantonsschule St. Gallen (1849–55) und das Kurhaus Tarasp-Scuol (1861–65). |
| Bild gesucht                    | Johann Labonté (* 1866; † 1945)                  | Architekt                                                          | Heerbrugg      | Schweizer Architekt des Jugendstils, weitere Orte: Au SG |
| Bild gesucht                    | Wendel Langenegger (* 1912; † 2005)              | Lehrer, Heimatforscher und Archivar                                | Kriessern      | Altstätten |
| Bild gesucht                    | Adolf Locher (* 1906; † 1988)                    | Unternehmer                                                        | Altstätten     | 1986 Ehrenbürger von Altstätten. War der Gründer der «Locher-Hauser-Stahlhandelsgruppe». |
| Bild gesucht                    | Gebhard Lutz (* 1835; † 1910)                    |                                                                    | Thal SG        | [ 53 ] |
| Bild gesucht                    | Florian Marolani (* 1811; † 1864)                |                                                                    | Altstätten     | [ 54 ] |
| Bild gesucht                    | Ernst Menzi (* 1897; † 1984)                     | Unternehmer                                                        | Widnau         | Voller Name: Ernst Edwin Menzi, Erfinder des Schreitbaggers (Menzi Muck) |
| Bild gesucht                    | Anton Messmer (* 1858; † 1937)                   |                                                                    | Thal SG        | [ 56 ] |
| Bild gesucht                    | Familie Naeff                                    |                                                                    | Altstätten     | Mitglieder: Johann Mathias Naeff (1773–1853), Willhelm Mathias Naeff (1802–1881), Eduard Naeff (1804–1886), Friedrich August Naeff (1806–1842), Ferdinand Adolf Naeff (1809–1899) |
| Bild gesucht                    | Jakob Nüesch (Biologe) (* 1932; † 2016)          | Biologe                                                            | Balgach        | Präsident der ETH Zürich |
| Bild gesucht                    | Jakob Nüesch (Unternehmer) (* 1892; † 1967)      | Unternehmer, Politiker                                             | Balgach        | Stickereifabrikant, 1932–1935 Führer der rheintalischen Stickereiaktionen |
| Edgar Oehler                    | Edgar Oehler (* 1942; † 2025)                    | Unternehmer und Politiker (CVP)                                    | Balgach        | war von 1971 bis 1995 Nationalrat und während dieser Zeit Mitglied des Fraktionsvorstandes der CVP/EVP/glp-Fraktion in der Bundesversammlung. |
| Bild gesucht                    | Albert Oesch (Geistlicher) (* 1897; † 1962)      | Römisch-katholischer Geistlicher                                   | Balgach        | |
| Bild gesucht                    | Jakob Ulrich Ritter (* 1810; † 1858)             | Politiker (Radikal-Liberale)                                       | Altstätten     | 1835–1847 und 1849–1857 im Grossrat des Kantons St. Gallen, (1851 Präsident). 1837–1847 Bezirksrichter. 1849–1855 Kantonsrichter. 1849–1850 im Ständerat. 1851–1857 im Nationalrat. |
| Markus Ritter (Politiker)       | Markus Ritter (Politiker) (* 1967)               | Politiker (CVP)                                                    | Altstätten     | Nationalrat des Kantons St. Gallen. Seit November 2012 ist er zudem gewählter Präsident des Schweizer Bauernverbandes (SBV). |
| Bild gesucht                    | Otto Rausch (* 1923; † 2000)                     | Künstler                                                           | Thal SG        | [ 59 ] |
| Bild gesucht                    | Jacob Rohner (* 1852; † 1926)                    | Industrieller                                                      | Rebstein       | Einer der bedeutendsten Ostschweizer Stickereikaufleute. |
| Bild gesucht                    | Willi Rohner (* 1907; † 1977)                    | Politiker (FDP)                                                    | St. Margrethen | Voller Name: Willi Kurt Rohner, Weitere Orte: Altstätten |
| Hedwig Scherrer                 | Hedwig Scherrer (* 1878; † 1940)                 | Künstlerin                                                         | Montlingen     | Malerin und Philanthropin, Oberriet |
| Bild gesucht                    | Martin Schläpfer (Tänzer) (* 1959)               | Künstler                                                           | Altstätten     | Tänzer und Choreograf, gewann 1977 als bester Schweizer beim Prix de Lausanne ein Stipendium |
| Familie Schmidheiny             | Familie Schmidheiny                              | Industriellen Dynastie                                             | Balgach        | Mitglieder: Jacob Schmidheiny I., Jacob Schmidheiny II., Ernst Schmidheiny I., Ernst Schmidheiny II., Peter Schmidheiny, Max Schmidheiny, Thomas Schmidheiny, Stephan Schmidheiny |
| Bild gesucht                    | Josef Schöbi (* 1906; † 1994)                    |                                                                    | Au SG          | [ 64 ] |
| Bild gesucht                    | Josef Schöbi–Rausch (* 1873; † 1936)             |                                                                    | Altstätten     | [ 65 ] |
| Bild gesucht                    | Jakob Laurenz Sonderegger (* 1825; † 1896)       | Arzt                                                               | Balgach        | Pionier der Gesundheitspflege |
| Bild gesucht                    | Josef Stadler (Unternehmer) (* 1919; † 1983)     | Unternehmer                                                        | Altstätten     | Gründer der SFS Holding, Heerbrugg (Gemeinde Au und Balgach) |
| Bild gesucht                    | Johann Rudolf Steinmüller (* 1773; † 1835)       | Theologe, Pädagoge und Schriftsteller                              | Rheineck SG    | 1799 Erziehungsrat des Kt. Säntis, 1803 Schulinspektor des Kt. St. Gallen, 1831 Antistes der ref. Geistlichkeit St. Gallens, 1834 Präs. der ref. Synode St. Gallens. Verfasser wichtiger Schriften über Appenzell, Werdenberg und das St. Galler Rheintal |
| Jakob Laurenz Studach           | Jakob Laurenz Studach (* 1786; † 1873)           | Geistlicher                                                        | Altstätten     | war Apostolischer Vikar von Schweden und Titularbischof von Orthosias in Caria |
| Bild gesucht                    | Christoph Tobler (* 1838; † 1907)                |                                                                    | Thal SG        | 1873–94 St. Galler Kantonsrat, 1884–99 Nationalrat, 1889–90 Verfassungsrat. 1882–1907 Bankrat der St. Galler Kantonalbank. Mitbegründer der Schweizerische Seidengazefabrik AG Thal und Zürich. |
| Bild gesucht                    | Thomas Torgler                                   | Künstler, Maler                                                    | Berneck SG     | Bekannt als „Der mit dem Leopardenmantel“ |
| Hans Rudolf Tschudi             | Hans Rudolf Tschudi (* 1641; † 1716)             | Geistlicher                                                        | Wartau         | Pfarrer der Kirchgemeinde Wartau-Gretschins zur Zeit des Wartauer Handels 1694/1695 |
| Bild gesucht                    | Hans Vogler (1442) (* 1442; † 1518)              |                                                                    | Altstätten     | Der Jüngere |
| Bild gesucht                    | Hans Vogler (1498) (* 1498; † 1567)              |                                                                    | Altstätten     | Der Ältere |
| Bild gesucht                    | Karl Völker (Turnvater) (* 1796; † 1884)         | Vater des Turnunterrichtes in der Schule                           | Heerbrugg      | Gemeinde Balgach |
| Bild gesucht                    | Gabriel Walser (* 1695; † 1776)                  | Schweizer Pfarrer, Historiker und Geograph                         | Berneck SG     | Sein Hauptwerk war die 1740 im Eigenverlag herausgegebene Neue Appenzeller-Chronick oder Beschreibung des Cantons Appenzell der Innern- und Aussern-Rooden |
| Bild gesucht                    | Gebrüder Weder                                   |                                                                    | Diepoldsau     | Mitglieder: Johann Jakob Weder (1880–1966), Johann Anton Weder (1882–1931), Carl August Weder (1889–1932), Franz Xaver Weder (1895–1969), Johann Michael Weder (1897–1956) |
| Bild gesucht                    | Johann Baptist Weder (* 1800; † 1872)            | Schweizer Politiker, Journalist und Richter                        | Oberriet       | war während der 1840er und 50er Jahre eine der prägenden politischen Figuren im Kanton St.Gallen |
| Bild gesucht                    | Albert Wider (* 1910; † 1985)                    | Künstler, Bildhauer, Eisenplastiker                                | Widnau         | [ 77 ] |
| Heinrich Wild                   | Heinrich Wild (* 1877; † 1951)                   | Vermesser, Erfinder und Firmengründer                              | Heerbrugg      | Mitbegründer der Wild-Heerbrugg, (Gemeinde Balgach), |
| William Wolfensberger           | William Wolfensberger (* 1889; † 1918)           | Pfarrer und Schriftsteller                                         | Rheineck SG    | Sein literar. Werk umfasst unter anderem den Erzählband "Unsers Herrgotts Rebberg" (1916), die "Religiösen Miniaturen" (1917), den Gedichtzyklus "Lieder aus einer kleinen Stadt" (1918) und die Nachlassbände "Köpfe und Herzen" und "Legenden" (beide 1919), "Kreuz und Krone" und "Narren der Liebe" (beide 1920). |
| Bild gesucht                    | Meinrad Zünd (* 1916; † 1998)                    | Künstler, Bildhauer                                                | Balgach        | Synonym: «Mädy Zünd» |
| Bild gesucht                    | Johann Zünd (* 1816; † 1873)                     | Jurist, Politiker                                                  | Altstätten     | Auch Johannes Zündt. 1841–49 und 1853–71 St. Galler Kantonsrat, 1861 Verfassungsrat, 1851–55 und 1859–64 kath. Administrationsrat, 1862–67 kant. Erziehungsrat, 1867–72 Nationalrat, 1867–73 Regierungsrat (Finanzdep., 1868 und 1871 Landammann). |